# جوي نيكولز
جوي نيكولز (بالإنجليزية: Joy Nichols)‏ هي ممثلة أسترالية، ولدت في 17 فبراير 1925 في سيدني في أستراليا، وتوفيت في 23 يونيو 1992 في نيويورك في الولايات المتحدة.

## وصلات خارجية
- جوي نيكولز على موقع IMDb (الإنجليزية)
- جوي نيكولز على موقع قاعدة بيانات برودواي على الإنترنت (الإنجليزية)
- جوي نيكولز على موقع قاعدة بيانات الفيلم (الإنجليزية)